# Сальеж, Жюль-Жеро
Жюль-Жеро Сальеж (фр. Jules-Géraud Saliège; 24 февраля 1870, Морьяк, Франция — 5 ноября 1956, Тулуза, Франция) — французский кардинал. Епископ Гапа с 29 октября 1925 по 17 декабря 1928. Архиепископ Тулузы с 17 декабря 1928 по 5 ноября 1956. Кардинал-священник с 18 февраля 1946, с титулом церкви Санта-Пуденциана с 17 мая 1946.
Жюль-Жеро Сальеж родился 24 февраля 1870 года в Мориаке в Кантале в крестьянской семье. Учился в Малой семинарии Пло, затем в Высшей семинарии Исси-ле-Мулино. В сентябре 1895 года Сальеж был рукоположен в священники и впоследствии работал профессором Малой семинарии Пло. В 1905 году он был назначен профессором, а затем, в 1907 году, настоятелем Высшей семинарии Сен-Флуре.
В августе 1914 года он был мобилизован в армию и принимал участие в Первой мировой войне в качестве санитара, а затем военного капеллана в составе 136-й пехотной дивизии французской армии. Получил отравление газом и был демобилизован в октябре 1917 года. После войны снова работал в Сен-Флуре, в 1925 году был назначен епископом Гапа, а затем в 1928 году архиепископом Тулузы. На этой должности он оставался в период и после Второй мировой войны.
Когда во время нацистской оккупации коммунист Шарль Ледерман поведал ему о нацистских гонениях против евреев, епископ в пастырском послании публично выступил против антисемитской политики нацистской Германии и вишистского правительства Франции. За его усилия по защите еврейского населения признан Праведником мира.